# Ampelocissus phoenicantha
Ampelocissus phoenicantha là một loài thực vật hai lá mầm trong họ Nho. Loài này được Alston miêu tả khoa học đầu tiên năm 1931.